# Jan Gheleyns
Jan Vincent Gheleyns (Eggewaartskapelle, 16 december 1672 - Sint-Katharinakapelle, 12 oktober 1725) was een Vlaams burgemeester van de heerlijkheid Berkel.

## Biografie
Gheleyns werd geboren als zoon van landbouwer Pieter Gheleyns uit Eggewaartskapelle en Christina Pieren uit Woesten. Voor 1701 huwde hij met Margaretha Catharina Marranes, een vrouw uit een belangrijke lokale familie, en kreeg met haar tussen 1701 en 1711 vier kinderen. Intussen had hij de boerderij van zijn overleden vader overgenomen. Marranes overleed in 1711, tijdens of kort na de geboorte van haar laatste kind.
In 1715 hertrouwde de 43-jarige weduwenaar met 19-jarige Genoveva Cuveele, een boerendochter. Getuigen op dit huwelijk waren  Justus Vandecasteele en Jan Duytschaver, een man uit een vooraanstaande familie. Het is onduidelijk of de vier kinderen van Gheleyns nog in leven waren tijdens zijn tweede huwelijk.
Een jaar na zijn huwelijk werd Jan Gheleyns benoemd tot burgemeester van de heerlijkheid Berkel. Hij zou in deze functie blijven tot 1724. Tevens was hij kerkmeester van Sint-Katarinakapelle van 1717 tot 1718.
Jan Gheleyns en Genoveva kregen zeven kinderen, allen met prominenten als doopouders:
- Genoveva Jacoba Gheleyns (17 januari 1716 - 17 mei 1759)
- Cornelia Francisca Gheleyns (9 februari 1717 - 1784)
- Joanna Theresia Gheleyns (28 juli 1718 - circa 1720)
- Felicita Constantia Gheleyns (30 oktober 1719 - ?)
- Petrus Felicianus Gheleyns (25 mei 1721 - ?)
- Joanna Theresia Gheleyns (18 januari 1723 - 1 mei 1783)
- Engelbertus Franciscus Gheleyns (31 juli 1725 - ?)

Op 12 oktober 1725, enkele maanden na de geboorte van zijn tweede zoon, kwam Jan Gheleyns te overlijden. Vele van hun kinderen huwden met personen die belangrijke lokale functie bekleed hebben en kregen kinderen die ook diverse functies in de heerlijkheden bekleedden. Genoveva hertrouwde na Jan nog tweemaal, waarvan de laatste echtgenoot ook nog burgemeester van Berkel werd.